# Mein Freund ist Ausländer
Mein Freund ist Ausländer war eine Initiative der Fußball-Bundesliga in der Saison 1992/93. Um ein Zeichen gegen die Ausschreitungen in Rostock-Lichtenhagen im August 1992 zu setzen, verzichteten am letzten Hinrunden-Spieltag alle Bundesligisten auf die Werbung ihres Sponsors auf dem Trikot. Der Schriftzug des Sponsors wurde durch den Slogan „Mein Freund ist Ausländer“ ersetzt.
Auch die deutsche Fußballnationalmannschaft lief im Oktober 1993, nach dem rechtsextremen Anschlag von Solingen, bei einem Freundschaftsspiel gegen eine Auswahl ausländischer Bundesligaspieler einmalig mit diesem Slogan auf. An dem in Augsburg ausgetragenen Spiel nahmen unter anderem Andreas Herzog, Wynton Rufer, Stéphane Chapuisat und Lothar Matthäus teil. Dieses Spiel begründete die Tradition der Benefiz-Länderspiele.
Am dritten Spieltag der Bundesliga-Saison 2012/13 wurde eine vergleichbare Initiative im Rahmen des Integrations-Spieltages durchgeführt, als alle 18 Bundesligisten erneut auf ihre Trikotwerbung verzichteten und mit dem Slogan „Geh’ Deinen Weg“ warben.